# Signum (revue)
Signum, Katolsk orientering om kyrka, kultur och samhälle est un magazine culturel catholique indépendant suédois Refondé en 1975, il est le successeur de la première publication catholique suédoise datant de 1920: Credo,  et est dirigé par des pères Jésuites. Il est publié huit fois par an.
Succédant à la plus ancienne (et unique) revue catholique du pays – Credo, katolsk tidskrift (fondée en 1920) –, et intégrant en 1975 la revue Katolsk informationstjänst, fondée en 1963 pour informer le public suédois de l’initiative du concile Vatican II et des développements majeurs qui s’ensuivent dans l’Église catholique. Signum voit le jour en 1975 comme revue culturelle et religieuse d’inspiration catholique.
Publié depuis 2001 par l'Institut Newman de théologie catholique d'Uppsala, Signum est toujours la seule revue d’inspiration ouvertement catholique de Suède. Publiée huit fois par an par des pères jésuites elle fait connaitre la pensée et culture catholique et se trouve fréquemment être le forum œcuménique  des églises luthérienne suédoise et catholique romaine. L’éditeur responsable est Ulf Jonsson.

## Adresse
- Signum, Slottsgränd 6, 753 09 Uppsala (Suède); tel.: 018-580 07 10 ; email: <adm@signum.se>